# Russ Haas
Thomas Russell „Russ” Haas (ur. 27 marca 1974 w Edmond, Oklahoma, zm. 15 grudnia 2001 w Cincinnati, Ohio) – amerykański wrestler, brat Charliego Haasa. CZW World Tag Team Champion oraz trzykrotny MCW Southern Tag Team Champion.

## Kariera
Karierę sportową zaczynał jako zawodnik zapasów uniwersyteckich na Seton Hall University. W 1998 zadebiutował jako wrestler i w tym samym roku sięgnął wraz ze swoim bratem Charliem Haasem (jako tag team The Haas Brothers) po Jersey All Pro Wrestling Tag Team Championship zdobywając to mistrzostwo ponownie rok później. W 2000 roku zdobyli Pennsylvania Championship Wrestling Tag Team Championship oraz ECWA Tag Team Championship w promocji East Coast Wrestling Association. Później obaj występowali w Maryland Championship Wrestling oraz World Xtreme Wrestling. W latach 1999–2000 występował wraz z bratem w Combat Zone Wrestling (CZW), gdzie również sięgnęli po tytuły tag teamowe CZW World Tag Team Championship.
7 sierpnia 2000 wystąpił w walce pokazowej w Madison Square Garden, a dzień później podpisał kontrakt z World Wrestling Federation (WWF). Wraz z bratem wystąpił w federacjach rozwojowych podległych WWF – m.in. Memphis Championship Wrestling (MCW) i Heartland Wrestling Association (HWA). Tylko w 2001 roku trzykrotnie sięgali po mistrzostwo MCW Southern Tag Team Championship.
Pośmiertnie, w dniu 17 grudnia 2001, komentatorzy wrestlingu Jim Ross i Jerry Lawler podczas odcinka Raw złożyli hołd zmarłemu wrestlerowi. | tytuł = w dniu 2 lutego 2002 federacja Jersey All Pro Wrestling przeprowadziła show poświęcone Haasowi o nazwie Russ Haas Memorial Show. Podobnie w ramach uhonorowania Russa Haasa federacja Phoenix Championship Wrestling zorganizowała turniej tag teamowy pod nazwą The Russ Haas Memorial Tag-Team Tournament, który odbył się pod koniec sierpnia 2002. W lipcu 2002 Ring of Honor Champion Low Ki zadedykował zdobycie swojego tytułu zmarłemu.
W 2004 został wprowadzony do galerii sław ECWA Hall of Fame wraz ze swoim bratem Charliem, jako tag team The Haas Brothers. Pod koniec października 2007 znalazł się wśród zawodników wprowadzonych do galerii sław JAPW Hall of Fame.

## Życie osobiste
Jego dziadek Hugh Devore był asystentem trenera futbolu amerykańskiego w drużynie Houston Oilers oraz głównym trenerem drużyny uniwersyteckiej Notre Dame Fighting Irish.
Pod koniec września 2001 przeszedł zawał serca. Zmarł 15 grudnia 2001 z powodu niewydolności serca podczas snu w wieku 27 lat. Został pochowany na Memorial Oaks Cemetery w Houston. Miał żonę imieniem Deedra.

## Tytuły mistrzowskie i osiągnięcia
- Combat Zone Wrestling
  - CZW Tag Team Championship (1 raz) – z Charliem Haasem
- East Coast Wrestling Association
  - ECWA Tag Team Championship (1 raz) – z Charliem Haasem
  - ECWA Hall of Fame (wprowadzony w 2004)
- Jersey All Pro Wrestling
  - JAPW Tag Team Championship (2 razy) – z Charliem Haasem
  - JAPW Hall of Fame (wprowadzony w 2007)
- Memphis Championship Wrestling
  - MCW Southern Tag Team Championship (3 razy) – z Charliem Haasem
- Pennsylvania Championship Wrestling
  - PCW Tag Team Championship (1 raz) – z Charliem Haasem
- Pro Wrestling Illustrated
  - Sklasyfikowany na 130. miejscu wśród 500 najlepszych wrestlerów w rankingu PWI 500 w 2001[12].